# Campeonato Mundial de Atletismo de 2011 - 1500 m feminino
A prova dos 1500 metros feminino do Campeonato Mundial de Atletismo de 2011 foi disputada entre 28 e 1 de setembro no Daegu Stadium, em Daegu.

## Recordes
Antes desta competição, os recordes mundiais e do campeonato nesta prova eram os seguintes:
| Tipo                  | Atleta            | Tempo   | Local  | Data                   | Ref |
| --------------------- | ----------------- | ------- | ------ | ---------------------- | --- |
|                       | Qu Yunxia         | 3:50:46 | Pequim | 11 de setembro de 1993 | ver |
| Recorde do campeonato | Tatyana Tomashova | 3:58:52 | Paris  | 31 de agosto de 2003   | ver |

## Medalhistas
| Ouro                             | Prata                | Bronze                  |
| Jennifer Barringer Simpson (USA) | Hannah England (GBR) | Natalia Rodriguez (ESP) |

## Cronograma
| Data          | Hora  | Evento    |
| ------------- | ----- | --------- |
| 28 de agosto  | 10:40 | Bateria   |
| 30 de agosto  | 20:35 | Semifinal |
| 1 de setembro | 20:55 | Final     |

Todos os horários são horas locais (UTC +9)

## Resultados

### Bateria
Qualificação: Os 6 de cada bateria (Q) e os 6 mais rápidos (q) avançam para a semifinal.
| Colocação | Atleta               | Tempo              |
| --------- | -------------------- | ------------------ |
| 1         | Hannah England       | 4 min 13 s 45 Q    |
| 2         | Mimi Belete          | 4 min 13 s 50 Q    |
| 3         | Siham Hilali         | 4 min 13 s 59 Q    |
| 4         | Nataliya Evdokimova  | 4 min 14 s 36 Q    |
| 5         | Nancy Jebet Langat   | 4 min 14 s 37 Q    |
| 6         | Shannon Rowbury      | 4 min 14 s 43 Q    |
| 7         | Kalkidan Gezahegne   | 4 min 14 s 45 q    |
| 8         | Isabel Macías        | 4 min 14 s 75      |
| 9         | Anzhelika Shevchenko | 4 min 16 s 22      |
| 10        | Tandiwe Nyathi       | 4 min 32 s 79 (PB) |
| 11        | Nikki Hamblin        | 4 min 36 s 70      |

| Colocação | Atleta                     | Tempo              |
| --------- | -------------------------- | ------------------ |
| 1         | Tugba Karakaya             | 4 min 10 s 38 Q    |
| 2         | Btissam Lakhouad           | 4 min 10 s 71 Q    |
| 3         | Viola Jelagat Kibiwot      | 4 min 10 s 74 Q    |
| 4         | Natalia Rodríguez          | 4 min 10 s 76 Q    |
| 5         | Jennifer Barringer Simpson | 4 min 10 s 84 Q    |
| 6         | Nataliya Tobias            | 4 min 10 s 99 Q    |
| 7         | Olesya Syreva              | 4 min 11 s 24 q    |
| 8         | Genzeb Shumi               | 4 min 12 s 32      |
| 9         | Meskerem Assefa            | 4 min 12 s 43      |
| 10        | Lisa Dobriskey             | 4 min 12 s 70      |
| 11        | Gladys Landaverde          | 4 min 28 s 50 (SB) |
| DSQ       | Natallia Kareiva           | 4 min 12 s 03      |

| Colocação | Atleta                 | Tempo                |
| --------- | ---------------------- | -------------------- |
| 1         | Maryam Yusuf Jamal     | 4 min 07 s 04 Q      |
| 2         | Nuria Fernández        | 4 min 07 s 29 Q      |
| 3         | Morgan Uceny           | 4 min 07 s 43 Q      |
| 4         | Hellen Onsando Obiri   | 4 min 07 s 59 (PB) Q |
| 5         | Gelete Burka           | 4 min 07 s 91 Q      |
| 6         | Aslı Çakır             | 4 min 08 s 05 q      |
| 7         | Ingvill Måkestad Bovim | 4 min 08 s 26 q      |
| 8         | Kaila McKnight         | 4 min 08 s 74 q      |
| 9         | Renata Plis            | 4 min 08 s 83 q      |
| 10        | Anna Mishchenko        | 4 min 09 s 02 q      |
| 11        | Malika Akkaoui         | 4 min 14 s 79        |
| DSQ       | Yekaterina Martynova   | 4 min 07 s 76 Q      |

### Semifinal
Qualificação: Os 5 de cada bateria (Q) e os 2 mais rápidos (q) avançam para a final.
| Colocação | Atleta              | Tempo           |
| --------- | ------------------- | --------------- |
| 1         | Tugba Karakaya      | 4 min 08 s 58 Q |
| 2         | Hellen Obiri        | 4 min 08 s 93 Q |
| 3         | Kalkidan Gezahegne  | 4 min 08 s 96 Q |
| 4         | Maryam Yusuf Jamal  | 4 min 08 s 96 Q |
| 5         | Morgan Uceny        | 4 min 09 s 03 Q |
| 6         | Nuria Fernández     | 4 min 09 s 53   |
| 7         | Siham Hilali        | 4 min 09 s 64   |
| 8         | Anna Mishchenko     | 4 min 09 s 78   |
| 9         | Olesya Syreva       | 4 min 09 s 83   |
| 10        | Kaila McKnight      | 4 min 10 s 83   |
| 11        | Renata Plis         | 4 min 11 s 12   |
| 12        | Shannon Rowbury     | 4 min 11 s 49   |
| 13        | Nataliya Evdokimova | 4 min 11 s 70   |

| Colocação | Atleta                 | Tempo           |
| --------- | ---------------------- | --------------- |
| 1         | Natalia Rodríguez      | 4 min 07 s 88 Q |
| 2         | Jennifer Barringer     | 4 min 07 s 90 Q |
| 3         | Nataliya Tobias        | 4 min 07 s 99 Q |
| 4         | Ingvill Måkestad Bovim | 4 min 08 s 03 Q |
| 5         | Btissam Lakhouad       | 4 min 08 s 10 Q |
| 6         | Hannah England         | 4 min 08 s 31 q |
| 7         | Mimi Belete            | 4 min 08 s 42 q |
| 8         | Viola Kibiwot          | 4 min 08 s 64   |
| 9         | Aslı Çakır             | 4 min 11 s 51   |
| 10        | Nancy Langat           | 4 min 12 s 92   |
|           | Gelete Burka           | DNF             |
| DSQ       | Yekaterina Martynova   | 4 min 08 s 67   |

### Final
A final teve inicio ás 20:55 
| Colocação         | Nome                       | Nacionalidade  | Tempo   | Notas |
| ----------------- | -------------------------- | -------------- | ------- | ----- |
| Medalha de ouro   | Jennifer Barringer Simpson | Estados Unidos | 4:05.40 |       |
| Medalha de prata  | Hannah England             | Grã-Bretanha   | 4:05.68 |       |
| Medalha de bronze | Natalia Rodriguez          | Espanha        | 4:05.87 |       |
| 4                 | Btissam Lakhouad           | Marrocos       | 4:06.18 |       |
| 5                 | Kalkidan Gezahegne         | Etiópia        | 4:06.42 |       |
| 6                 | Ingvill Måkestad Bovim     | Noruega        | 4:06.85 |       |
| 7                 | Mimi Belete                | Bahrein        | 4:07.60 |       |
| 8                 | Tugba Karakaya             | Turquia        | 4:08.14 |       |
| 9                 | Morgan Uceny               | Estados Unidos | 4:19.71 |       |
| 10                | Hellen Onsando Obiri       | Quênia         | 4:20.23 |       |
| 11                | Maryam Yusuf Jamal         | Bahrein        | 4:22.67 |       |
| -                 | Nataliya Tobias            | Ucrânia        | 4:08.68 | DSQ   |

Legenda
| Recorde mundial       | Recorde mundial (World record)               |                       | Recorde africano                      | Recorde africano (African) |                                           | Q | Classificado por posição (Qualified) |
| Recorde do campeonato | Recorde do campeonato (Championship record)  | Recorde da América    | Recorde da América (Americas)         | q                          | Classificado por melhor tempo (Qualified) |   |                                      |
| Melhor marca do ano   | Melhor marca do ano (World leading)          | Recorde asiático      | Recorde asiático (Asian)              | DNS                        | Não largou (Did not start)                |   |                                      |
| Recorde nacional      | Recorde nacional (National record)           | Recorde europeu       | Recorde europeu (European)            | DNF                        | Não terminou (Did not finish)             |   |                                      |
| Recorde pessoal       | Recorde pessoal do atleta (Personal best)    | Recorde da Oceania    | Recorde da Oceania (Oceania)          | DSQ / DQ                   | Desclassificado (Disqualified)            |   |                                      |
| Recorde da temporada  | Recorde da temporada do atleta (Season best) | Recorde sul-americano | Recorde sul-americano (South America) | NM                         | Sem marca (No mark)                       |   |                                      |